# Mesoveloidea
Mesoveloidea is een geslacht van wantsen uit de familie van de Mesoveliidae (Bladlopers). Het geslacht werd voor het eerst wetenschappelijk beschreven door Hungerford in 1929.

## Soorten
Het genus bevat de volgende soorten:
- Mesoveloidea peruviana Drake, 1949
- Mesoveloidea williamsi Hungerford, 1929